# Булатово (Вурнарський район)
Була́тово (рос. Булатово, чув. Çĕнĕ Мĕлĕш) — присілок у складі Вурнарського району Чувашії, Росія. Входить до складу Кольцовського сільського поселення.
Населення — 183 особи (2010; 217 у 2002).
Національний склад:
- чуваші — 99 %